# Radio Picardie Littoral
Radio Picardie Littoral (RPL) est une radio Picarde créée en 1985 sous le nom de Radio Picardie Artois à Cayeux-sur-Mer
La radio s'appelait avant "Radio Picardie Artois" et avait été créée par Gérard Davoust après la saisie de RDL. Grâce à de nombreux élus, cette radio eut son autorisation d'émettre
Le 30 juin 1993, la radio a été vendue à Christophe Caron, alors animateur, change de nom et devient Radio Picardie Littoral.
En mars 2014, Son directeur Christophe CARON décède brutalement.
En avril 2014, Lydia Caron reprend la direction de la station.
le 27 novembre 2014, la SARL Régie Animation Publicité, qui gère la station est mis en liquidation judiciaire.
Le 4 décembre 2014, la radio de la Picardie maritime cesse ses émissions 
Le 27 mai 2015, le Conseil Supérieur de l'Audiovisuel (CSA) abroge son autorisation de diffusion

## Liste des fréquences FM
Attention : La radio n'émet plus
| Secteur        | Fréquence | Site diffusion                                        | Ville diffusion | Diffuseur | Puissance | Journal Officiel      |
| -------------- | --------- | ----------------------------------------------------- | --------------- | --------- | --------- | --------------------- |
| Cayeux Sur Mer | 91,6 MHz  | Place du 8 mai 1945                                   | Cayeux Sur Mer  | RPL       | 1 kW      | 2008-982 Annexe N° II |
| Abbeville      | 93,9 MHz  | lieudit Prés des Trois Chemins chemin Sellier Caubert | Mareuil-Caubert | TDF       | 500 W     | 2008-982 Annexe N° I  |